# مارفن غيلبر
مارفن غيلبر هو سياسي كندي، ولد في 1 نوفمبر 1912 في تورونتو في كندا، وتوفي في 5 أكتوبر 1990. نشط حزبياً في الحزب الليبرالي الكندي. وقد انتخب عضو مجلس العموم الكندي.